# William E. Bell (écrivain)
Pour les articles homonymes, voir William Bell et Bell.
William E. Bell (né à Toronto le 27 octobre 1945, et mort le 30 juillet 2016) est un écrivain canadien qui a vécu à Orillia en Ontario. Il s'était spécialisé dans la littérature pour la jeunesse.
Ancien professeur d'anglais et chef de département, il a été instructeur à l'université de science et technologie de Harbin, le collège des Affaires étrangères de Chine et l'Université de la Colombie-Britannique. Il a reçu plusieurs prix pour ses œuvres littéraires et était à la tête de la collégiale d'Orilla.

## Œuvres
- Crabbe - 1986
- Metal Head - 1987
- The Cripples' Club - 1988
- Stones (Novel) - 2001
- Death Wind - 1989
- No Signature - 1992
- Five Days of the Ghost - 1989
- La Cité interdite - 1990
- Speak to the Earth - 1994
- The Golden Disk - 1995
- River My Friend - 1996
- Zack |Zack (novel) - 1998
- Alma - 2003
- Just Some Stuff I Wrote - 2005

## Honneurs
- Prix de l'association des bibliothécaires canadiens
- Prix belge pour l'excellence
- Prix du livre de Mr. Christie
- Prix Ruth-Schwartz